# Остров (театр)
Драмати́ческий теа́тр «О́стров» — театр в городе Санкт-Петербурге, находящийся на Каменноостровском проспекте 26-28 («Дом Бенуа»).

## История театра
Театр был основан труппой актёров во главе с А. В. Болониным в 1990 году. Первый спектакль — «Приглашение на казнь» по роману Набокова — был признан критиками лучшим спектаклем 1991 года.
Первые шесть лет труппа выступала на разных площадках города, почти все заработанные деньги уходили на оплату аренды. Несмотря на трудности, в эти годы было поставлено ещё три спектакля: «Новое возвращение бродячей собаки» (о поэтах Серебряного века), «Гамлет» по Шекспиру и «Без вины виноватые» по пьесе А. Н. Островского. В 1996 году по просьбе И. П. Владимирова мэр города А. А. Собчак распорядился выделить театру «Остров» помещение. Вскоре творческий коллектив получил полуподвал в «Доме Бенуа» на Каменноостровском проспекте, требовавший ремонта. Представления в отремонтированном помещении идут с 1999 года.
26 августа 2016 года ушел из жизни з. д.и. России Александр Владимирович Болонин. Театр возглавили Исаева Тамара Борисовна и Болонин Григорий Александрович.

## Труппа
Бессменными членами труппы с основания театра являются Александр Владимирович Болонин — основатель театра, художественный руководитель (до 2016 года), режиссёр и автор сценариев многих спектаклей, актёр, заслуженный деятель искусств России; Тамара Борисовна Исаева — актриса, художественный руководитель театра (с 2016 года), заслуженная артистка России, вдова А. В. Болонина; и Ю. Д. Агейкин. Кроме них, в постановках принимают участие ещё более двух десятков актёров. Большинство актёров помимо «Острова» работают и в других местах: кто в других театрах, кто в кино и на телевидении. «Остров» для них не источник дохода, но возможность к самореализации и раскрытию таланта труппы.

## Спектакли
За годы существования театр осуществил десятки, среди которых «Приглашение на казнь» по роману Владимира Набокова (первая постановка театра), «Осенний марафон» и «Кастручча» по пьесам Александра Володина, комедия Валерия Попова «Седьмая квартира», «Извлечение мастера» по произведениям Михаила Булгакова, «Коммерсанты» по роману Ильи Штемлера (премьера состоялась в 2008 году).
- ЛЮБОВЬ, ТЕАТР, ЧЕХОВ
- Фантазии Фарятьева
- На всякого мудреца довольно простоты
- Стеклянный зверинец
- Без вины виноватые.
- Трактирщица.
- Двенадцатая ночь.
- Игра.
- Лувр.
- «Последняя женщина сеньора Хуана»
- «Коломба»
- «Самоубийца»
- «Семь жен Синей Бороды»
- «Седьмая квартира»
- «Гадюка»
- «Шизо (Чарли, привет!)»
- «Путешествия с тетушкой»
- «Островитяне»
- Бермудский треугольник
- «Место действия — душа»
- «Не расслабляйся!»
- «Приглашение на казнь»
- «Два сердца»
- «Игра в жизнь»
- «Дневник нечестного человека»
- «Серебряный туман»
- «Дуэт»
- «Превратности любви»
- «Осенний марафон»
- «Телефон доверия» (комедия «белых ночей»)
- «Седьмая квартира»
- «Записки нетрезвого человека»
- «Король умирает»
- «Но вот и я — в кругу любимых…»
- Шизо («Чарли, привет»)
- «Гордый, одинокий, несчастный…»
- «Кастручча»
- «Без вины виноватые»
- «Холодная зима 37-го»
- «Коммерсанты» (драматические хроники 90-х.)
- «Папашины игрушки» «Вековуха»
- «…как солнце в вечерний час…»
- «Апокриф по а.б.в.»
- «Извлечение мастера»
- «Гамлет»

## Театр «Остров» и Александр Володин
С начала представлений театра «Остров» на Каменноостровском проспекте до своей смерти (17 декабря 2001 года) большим другом театра был писатель, поэт и драматург А. М. Володин, побывавший на всех спектаклях театра.
После смерти драматурга театр поставил несколько его спектаклей, а в 2004 году стал одним из учредителей премии имени Александра Володина. В числе первых лауреатов премии — актриса Зинаида Шарко, писатель Валерий Попов, художественный руководитель театра «Остров» режиссёр Александр Болонин, драматург Иван Вырыпаев. Награда представляет собой миниатюрную бронзовую статуэтку любимого поэта Володина — Бориса Пастернака (такую же, как была подарена драматургу в день его 80-летия).
В фойе театра устроен небольшой музей писателя — «Гостиная Володина». Стены здесь увешаны многочисленными фотографиями А. М. Володина и воспоминаниями о нём современников. Вокруг стоят вещи А. М. Володина: письменный стол, печатная машинка, настольная лампа.
По инициативе и по ходатайству А. В. Болонина и драматурга и писателя Ильи Штемлера 10 февраля 2004 года, в день, когда А. М. Володину исполнилось бы 85 лет, на его доме был установлен памятный знак (авторами мемориальной доски являются скульптор Григорий Ястребенецкий и архитектор Татьяна Милорадович).

## Критики о театре
По мнению зрителей и многих специалистов, критиков, театр «Остров» своей интеллигентностью занимает особое место на театральной карте Петербурга. — 

Театр «Остров» — театр ищущий, ведущий диалог со зрителем, стремящийся натолкнуть зрителя на философские размышления о жизни, о глубинах человеческого сознания.— 

Театр «Остров» — один из самых «немолодых» негосударственных театров города — формирует свой репертуар из непростых для массового зрителя спектаклей. Никогда, по словам его художественного руководителя, «принцип кассовости» не будет для коллектива основным. Это подтверждается всей деятельностью театра и, в частности, проектами, им осуществляемыми. Так, например, весной 2004 года на базе коллектива проходил фестиваль спектаклей по драматургии А. Володина. Театр разговаривает с публикой о глубинных проблемах человеческого духа на материале высокохудожественной классической и современной драматургии. Само название театра, по замыслу его создателей, свидетельствует о том, что это «остров независимого искусства и свободной мысли в большом городе».— 

На фоне довольно скучной и обыденной театральной жизни города, довольствующейся стандартным набором хотя и неплохих, но уже примелькавшихся пьес, театр «Остров» резко контрастирует своей неподдельной живостью и абсолютным чувством современного момента. <…> В отличие от большинства городских театров, в том числе и драматических, здесь актёры не просто играют роли. а как бы проживают отдельные жизненные отрывки своих персонажей, вкладывая в свои роли искренние чувства и переживания. Зрители, находящиеся в зале, становятся не сторонними созерцателями сюжета, а участниками событий, происходящих на сцене. Именно такой подход к теат-ральному искусству и составляет основу системы Станиславского, к сожалению, все более невостребованную многими современными театрами. <…> Только зрительское почитание и внутренний стержень собственной правоты позволяют театру жить и работать. — 

Вообще каждый спектакль этого театра — маленькое чудо, а главное богатство театра — его актёры, которые работают с полной отдачей, несмотря на копеечные зарплаты. <…> В подобных камерных залах устанавливается особая атмосфера доверительного разговора со зрителем.— 